# Feyenoord in het seizoen 2007/08
Dit is een pagina met diverse statistieken van voetbalclub Feyenoord uit het seizoen 2007/2008.

## Wedstrijden

### Eredivisie
| Datum             | Thuis           | Uitslag       | Uit             | Doelpuntenmakers Feyenoord | Bijzonderheden                    | Locatie                         |
| ----------------- | --------------- | ------------- | --------------- | --- | --------------------------------- | ------------------------------- |
| 19 augustus 2007  | FC Utrecht      | 0 - 3 (0 - 1) | Feyenoord       | 0 - 1 25' Bruins Makaay 0 - 2 62' Hofs Makaay 0 - 3 85' Makaay Hofs |                                   | Galgenwaard, Utrecht            |
| 26 augustus 2007  | Feyenoord       | 5 - 0 (1 - 0) | NAC Breda       | 1 - 0 21' (pen.) Makaay 2 - 0 49' Vlaar Şahin 3 - 0 55' Şahin De Cler 4 - 0 69' De Guzmán 5 - 0 72' Şahin Makaay                                                        |                                   | De Kuip, Rotterdam              |
| 1 september 2007  | Feyenoord       | 2 - 0 (2 - 0) | Willem II *     | 1 - 0 26' Bruins Şahin 2 - 0 43' Makaay Şahin | * 58' (pen.) Boutahar (Willem II) | De Kuip, Rotterdam              |
| 16 september 2007 | Roda JC         | 1 - 3 (1 - 0) | Feyenoord       | 1 - 1 47' (pen.) Makaay 1 - 2 62' De Guzmán De Cler 1 - 3 70' De Guzmán De Cler                                                                                         |                                   | Parkstad Limburg, Kerkrade      |
| 23 september 2007 | PSV             | 4 - 0 (3 - 0) | Feyenoord       | |                                   | Philips Stadion, Eindhoven      |
| 29 september 2007 | Feyenoord       | 2 - 0 (2 - 0) | SC Heerenveen   | 1 - 0 22' Makaay 2 - 0 28' Hofs Van Bronckhorst |                                   | De Kuip, Rotterdam              |
| 7 oktober 2007    | Vitesse         | 0 - 1 (0 - 0) | Feyenoord       | 0 - 1 55' Hofs Makaay |                                   | GelreDome, Arnhem               |
| 20 oktober 2007   | Feyenoord       | 1 - 0 (0 - 0) | Excelsior       | 1 - 0 77' Van Bronckhorst Makaay |                                   | De Kuip, Rotterdam              |
| 27 oktober 2007   | FC Twente       | 2 - 0 (1 - 0) | Feyenoord       | |                                   | Arke Stadion, Enschede          |
| 4 november 2007   | Feyenoord       | 2 - 0 (0 - 0) | De Graafschap   | 1 - 0 54' De Guzmán De Cler 2 - 0 59' (pen.) Makaay |                                   | De Kuip, Rotterdam              |
| 11 november 2007  | Feyenoord       | 2 - 2 (1 - 0) | Ajax            | 1 - 0 28' Van Bronckhorst Makaay 2 - 2 74' De Guzmán | 73' (pen.) Lucius                 | De Kuip, Rotterdam              |
| 25 november 2007  | FC Groningen    | 3 - 2 (0 - 1) | Feyenoord       | 0 - 1 11' Makaay Lucius 2 - 2 77' Şahin De Cler |                                   | Euroborg, Groningen             |
| 2 december 2007   | Feyenoord       | 6 - 0 (3 - 0) | Heracles Almelo | 1 - 0 1' Makaay Slory 2 - 0 27' Makaay Lucius 3 - 0 41' Hofland Şahin 4 - 0 67' Slory Van Bronckhorst 5 - 0 73' Van Bronckhorst De Guzmán 6 - 0 74' G. Wijnaldum Makaay |                                   | De Kuip, Rotterdam              |
| 9 december 2007   | VVV-Venlo       | 0 - 0 (0 - 0) | Feyenoord       | |                                   | De Koel, Venlo                  |
| 15 december 2007  | Feyenoord       | Afgelast      | AZ              | | Ingehaald op 30 januari           | De Kuip, Rotterdam              |
| 23 december 2007  | N.E.C.          | 0 - 2 (0 - 0) | Feyenoord       | 0 - 1 48' De Guzmán Slory 0 - 2 60' De Guzmán |                                   | De Goffert, Nijmegen            |
| 26 december 2007  | Feyenoord       | 2 - 0 (1 - 0) | Sparta          | 1 - 0 3' Makaay 2 - 0 73' Makaay Slory |                                   | De Kuip, Rotterdam              |
| 30 december 2007  | SC Heerenveen   | 1 - 1 (0 - 1) | Feyenoord       | 1 - 0 17' Slory Şahin |                                   | Abe Lenstra Stadion, Heerenveen |
| 12 januari 2008   | Feyenoord       | 0 - 1 (0 - 1) | PSV             | | 15', 63' Hofs                     | De Kuip, Rotterdam              |
| 18 januari 2008   | Excelsior       | 2 - 1 (2 - 0) | Feyenoord       | 2 - 1 80' D. Buijs |                                   | Stadion Woudestein, Rotterdam   |
| 24 januari 2008   | Feyenoord       | 3 - 1         | FC Twente       | 1 - 1 Bruins, ('40) 2 - 1 Makaay, ('56) 3 - 1 De Cler, ('63) |                                   | De Kuip, Rotterdam              |
| 27 januari 2008   | Feyenoord       | 1 - 1         | FC Groningen    | 1 - 1 Eigen doelpunt, ('45+2) | Eigen doelpunt Fledderus          | De Kuip, Rotterdam              |
| 30 januari 2008   | Feyenoord       | 2 - 2         | AZ              | 1 - 1 Van Bronckhorst, ('49) 2 - 2 Bahia, ('74) | Inhaalduel van 15 december        | De Kuip, Rotterdam              |
| 3 februari 2008   | Ajax            | 3 - 0         | Feyenoord       | |                                   | Amsterdam ArenA, Amsterdam      |
| 9 februari 2008   | De Graafschap   | 1 - 3         | Feyenoord       | 1 - 1 Makaay, ('45+1) 1 - 2 Hofs, ('56) 1 - 3 Hofs, ('63) |                                   | De Vijverberg, Doetinchem       |
| 17 februari 2008  | Feyenoord       | 1 - 0         | Vitesse         | 1 - 0 De Guzman, ('45+1) |                                   | De Kuip, Rotterdam              |
| 23 februari 2008  | Heracles Almelo | 3 - 3         | Feyenoord       | 1 - 1 Bahia, ('17) 2 - 2 Landzaat, ('31) 2 - 3 Hofs, ('57) |                                   | Polman Stadion, Almelo          |
| 2 maart 2008      | Feyenoord       | 1 - 3         | N.E.C.          | 1 - 1 Van Bronckhorst, ('39) |                                   | De Kuip, Rotterdam              |
| 9 maart 2008      | AZ              | -             | Feyenoord       | | Afgelast Ingehaald op 12 maart    | DSB Stadion, Alkmaar            |
| 12 maart 2008     | AZ              | 0 - 1         | Feyenoord       | 0 - 1 De Guzman, ('20) | Inhaalduel van 9 maart            | DSB Stadion, Alkmaar            |
| 15 maart 2008     | Feyenoord       | 4 - 1         | VVV-Venlo       | 1 - 0 Bruins, ('4) 2 - 1 Van Bronckhorst, ('33) 3 - 1 Mols, ('43) 4 - 1 Sahin, ('57)                                                                                    |                                   | De Kuip, Rotterdam              |
| 23 maart 2008     | Sparta          | 3 - 2         | Feyenoord       | 0 - 1 Lucius, ('12) 2 - 2 Van Bronckhorst, ('62) |                                   | Het Kasteel, Rotterdam          |
| 30 maart 2008     | NAC Breda       | 3 - 1         | Feyenoord       | 0 - 1 Fer, ('10) | Timmer stopt strafschop           | Rat Verlegh Stadion, Breda      |
| 6 april 2008      | Feyenoord       | 3 - 1         | FC Utrecht      | 1 - 0 Bruins, ('35) 2 - 0 Landzaat, ('38) 3 - 0 Sahin, ('56) |                                   | De Kuip, Rotterdam              |
| 13 april 2008     | Willem II       | 3 - 1         | Feyenoord       | 3 - 1 Bahia, ('74) |                                   | Willem II Stadion, Tilburg      |
| 20 april 2008     | Feyenoord       | 3 - 0         | Roda JC         | 1 - 0 Bruins, ('55) 2 - 0 Sahin, ('77) 3 - 0 Mols, ('88) |                                   | De Kuip, Rotterdam              |

### KNVB beker
| Datum             | Thuis       | Uitslag       | Uit          | Doelpuntenmakers Feyenoord                                          | Bijzonderheden          | Locatie            | Ronde          |
| ----------------- | ----------- | ------------- | ------------ | ------------------------------------------------------------------- | ----------------------- | ------------------ | -------------- |
| 25 augustus 2007  |             |               |              |                                                                     | Amateurs ronde          |                    | 1e ronde       |
| 29 september 2007 | Feyenoord   | 3 - 0 (0 - 0) | FC Utrecht   | 1 - 0 53' Hofs 2 - 0 56' Bruins 3 - 0 61' Makaay                    |                         | De Kuip, Rotterdam | 2e ronde       |
| 1 november 2007   | Feyenoord   | 3 - 1 (3 - 0) | FC Groningen | 1 - 0 2' Makaay 2 - 0 28' (pen.) Makaay 3 - 0 39' Makaay            | 3 - 1 62' (e.d.) Greene | De Kuip, Rotterdam | 3e ronde       |
| 15 januari 2008   | SV Deurne   | 0 - 4 (0 - 2) | Feyenoord    | 0 - 1 9' De Guzmán 0 - 2 17' Makaay 0 - 3 62' Makaay 0 - 4 68' Mols |                         | De Braak, Helmond  | Achtste finale |
| 28 februari 2008  | Feyenoord   | 2 - 1 (1 - 1) | FC Zwolle    | 1 - 0 8' Makaay 2 - 1 83' Mols                                      |                         | De Kuip, Rotterdam | Kwart finale   |
| 18 maart 2008     | Feyenoord   | 2 - 0 (0 - 0) | NAC Breda    | 1 - 0 54' Mols 2 - 0 75' Landzaat                                   |                         | De Kuip, Rotterdam | Halve finale   |
| 27 april 2008     | Feyenoord * | 2 - 0 (2 - 0) | Roda JC      | 1 - 0 8' Landzaat 2 - 0 36' De Guzmán                               |                         | De Kuip, Rotterdam | Finale         |

| * Winnaar KNVB beker 2007/08 |
| ---------------------------- |
| Elfde titel                  |

### Port of Rotterdam Tournament 2007
| Datum           | Thuis     | Uitslag | Uit          | Doelpuntenmakers Feyenoord | Bijzonderheden         | Locatie            |
| --------------- | --------- | ------- | ------------ | -------------------------- | ---------------------- | ------------------ |
| 3 augustus 2007 | Feyenoord | 0 - 0   | FC Porto     |                            |                        | De Kuip, Rotterdam |
| 5 augustus 2007 | Feyenoord | 1 - 1   | Liverpool FC | 1 - 0 Drenthe, ('44)       | Bruins mist strafschop | De Kuip, Rotterdam |

### Oefenwedstrijden
| Datum            | Thuis           | Uitslag | Uit       | Doelpuntenmakers Feyenoord | Bijzonderheden          | Locatie                                  |
| ---------------- | --------------- | ------- | --------- | --- | ----------------------- | ---------------------------------------- |
| 11 juli 2007     | VV Lyra         | 0 - 8   | Feyenoord | 0 - 1 De Guzman, ('2) 0 - 2 De Guzman, ('4) 0 - 3 Slory, ('19) 0 - 4 Makaay, ('25) 0 - 5 Makaay, ('34) 0 - 6 De Guzman, ('41) 0 - 7 Slory, ('45) 0 - 8 Bahia, ('77) |                         | Sportpark De Zweth, De Lier              |
| 14 juli 2007     | Rksv Taxandria  | 0 - 12  | Feyenoord | 0 - 1 Eigen doeplunt 0 - 2 Lucius, ('25) Strafschop 0 - 3 De Guzman, ('38) 0 - 4 De Guzman, ('41) 0 - 5 De Cler, ('45) 0 - 6 Slory, ('49) 0 - 7 Makaay, ('65) 0 - 8 Wijnaldum, ('69) 0 - 9 J. Buijs, ('80) 0 - 10 Castelen, ('85) 0 - 11 Mols, ('87) 0 - 12 Hofs, ('88) |                         | De Gemullehoeken, Oisterwijk             |
| 17 juli 2007     | VV Reünie       | 0 - 18  | Feyenoord | 0 - 1 Makaay, ('1) 0 - 2 J. Buijs, ('2) Strafschop 0 - 3 Vincken, ('8) 0 - 4 Makaay, ('11) 0 - 5 Makaay, ('21) 0 - 6 Vicnken, ('25) 0 - 7 Makaay, ('28) 0 - 8 De Cler, ('31) 0 - 9 Castelen, ('34) 0 - 10 Makaay, ('38) 0 - 11 Wijnaldum, ('43) 0 - 12 Sahin, ('45) 0 - 13 Slory, ('53) 0 - 14 Lensky, ('66) 0 - 15 Mols, ('73) 0 - 16 Bruins, ('78) 0 - 17 Drenthe, ('78) 0 - 18 De Guzman, ('88) |                         | De Wildbaan, Borculo                     |
| 20 juli 2007     | Voorschoten '97 | 0 - 9   | Feyenoord | 0 - 1 Eigen doelpunt, ('10) 0 - 2 Makaay, ('11) Strafschop 0 - 3 Castelen, ('24) 0 - 4 Bruins, ('45) 0 - 5 Castelen, ('55) 0 - 6 Castelen, ('65) 0 - 7 D. Buijs, ('71) 0 - 8 Hofs, ('75) 0 - 9 Hofs, ('79) |                         | Sportpark Adegeest, Voorschoten          |
| 25 juli 2007     | Feyenoord       | 1 - 1   | Chelsea   | 1 - 0 Hofland, ('44) | Makaay mist stafschop   | De Kuip, Rotterdam                       |
| 28 juli 2007     | FC Emmen        | 2 - 3   | Feyenoord | 0 - 1 Makaay, ('4) 2 - 2 De Guzman, ('25) 2 - 3 Mols, ('85) |                         | Univé Stadion, Emmen                     |
| 11 augustus 2007 | RKSV Schijndel  | 0 - 5   | Feyenoord | 0 - 1 Makaay, ('15) 0 - 2 Eigen doelpunt, ('30) 0 - 3 Bruins, ('40) 0 - 4 Hofs, ('59) 0 - 5 Bahia, ('87) |                         | Sportpark Zuideinderpark, Schijndel      |
| 8 mei 2008       | WSV Apeldoorn   | 1 - 4   | Feyenoord | 0 - 1 Makaay, ('07) 0 - 2 Slory, ('57) 0 - 3 Makaay, ('74) 1 - 4 Makaay, ('85) | Landzaat mist stafschop | Sportpark De Voorwaarts, Apeldoorn       |
| 15 mei 2008      | Alphense Boys   | 2 - 7   | Feyenoord | 0 - 1 Van Bronckhorst, ('12) 0 - 2 Mols, ('25) 1 - 3 Mols, ('40) 2 - 4 Van Bronckhorst, ('47) 2 - 5 Slory, ('58) 2 - 6 Hofs, ('60) 2 - 7 Hofs, ('90) |                         | Sportpark De Bijlen, Alphen aan den Rijn |
| 22 mei 2008      | BSV Limburgia   | 0 - 11  | Feyenoord | 0 - 1 Lucius, ('08) Strafshop 0 - 2 Bahia, ('24) 0 - 3 Mols, ('30) 0 - 4 Wattamaleo, ('30) 0 - 5 Hofs, ('36) 0 - 6 Tininho, ('37) 0 - 7 Tininho, ('39) 0 - 8 Hofs, ('43) 0 - 9 Lucius, ('45) 0 - 10 Wattamaleo, ('58) 0 - 11 Hofs, ('69) |                         | Sportpark Houserveld, Brunssum           |
| 24 mei 2008      | SV Meerssen     | 0 - 2   | Feyenoord | 0 - 1 Greene, ('50) 0 - 2 Hofs, ('55) |                         | Sportpark Marsana, Meerssen              |
| 28 mei 2008      | ASWH            | 1 - 5   | Feyenoord | 0 - 1 Pattinama, ('07) 0 - 2 Buijs, ('13) 1 - 3 Bahia, ('74) 1 - 4 Tininho, ('80) 1 - 5 Landzaat, ('82) Strafshop |                         | Sportpark Schildman, Hendrik-Ido-Ambacht |

## Selectie 2007/2008

### Onder contract
- Karim Saïdi (medio 2009)
- Timothy Derijck (medio 2009)
- André Bahia (medio 2009)
- Georginio Wijnaldum (medio 2010)
- Theo Lucius (medio 2009)
- Danny Buijs (medio 2009)
- Jacob Lensky (medio 2009)
- Nicky Hofs (medio 2010)
- Serginho Greene (medio 2009)
- Ron Vlaar (medio 2009)
- Henk Timmer (medio 2008)
- Sherif Ekramy (medio 2009)
- Jonathan de Guzmán (medio 2010)
- Pieter Collen (medio 2008)
- Tim Vincken (medio 2009)
- Jordy Buijs (medio 2009)
- Erwin Mulder (medio 2009)

### Aankopen
- Andwelé Slory van SBV Excelsior per 1 juli 2007
- Luigi Bruins van SBV Excelsior per 1 juli 2007
- Tim de Cler van AZ Alkmaar per 1 juli 2007
- Giovanni van Bronckhorst van FC Barcelona per 1 juli 2007
- Kevin Hofland van VfL Wolfsburg per 1 juli 2007
- Roy Makaay van FC Bayern München per 1 juli 2007
- Michael Mols van ADO Den Haag per 1 juli 2007
- Chun-Soo Lee van Ulsan Hyundai per 1 juli 2007
- Denny Landzaat van Wigan Athletic per 25 januari 2008

### Aflopend contract, geen verlenging, verhuurd
- Pierre van Hooijdonk (stopt)
- Alfred Schreuder (medio 2007), naar FC Twente
- Joonas Kolkka (medio 2007), naar NAC Breda
- Mohammed Abubakari (medio 2007)
- Lorenzo Davids (verkocht aan N.E.C.)
- Patrick Lodewijks (stopt, is nu keeperstrainer, bij nood reservekeeper met rugnr. 30)
- Sebastián Pardo wordt verhuurd aan SBV Excelsior (medio 2008)
- Timothy Derijck wordt verhuurd aan FCV Dender EH (medio 2008)
- Karim Saïdi wordt verhuurd aan Sivasspor (medio 2008)

### Verhuurd in de winterstop
- Karim Saïdi (Sivasspor)
- Dwight Tiendalli (Sparta Rotterdam)
- Michael Jansen (De Graafschap)
- Jordy Buijs (De Graafschap)
- Diego Biseswar (De Graafschap)

## Topscorers

### Eredivisie
- 1.Roy Makaay (13)
- 2.Jonathan de Guzmán (9)
- 3.Giovanni van Bronckhorst (7)
- 4.Luigi Bruins (6)
- 5.Nicky Hofs (6)
- 6.Nuri Şahin (6)
- 7.André Bahia (3)
- 8.Danny Landzaat (2)
- 9.Michael Mols (2)
- 10.Andwelé Slory (2)
- 11.Danny Buijs (1)
- 12.Tim de Cler (1)
- 13.Leroy Fer (1)
- 14.Kevin Hofland (1)
- 15.Theo Lucius (1)
- 16.Ron Vlaar (1)
- 17.Georginio Wijnaldum (1)

(Bijgewerkt 20 april 2008)

### KNVB beker
- 1.Roy Makaay (7)
- 2.Michael Mols (3)
- 3.Jonathan de Guzmán (2)
- 4.Danny Landzaat (2)
- 5.Luigi Bruins (1)
- 6.Nicky Hofs (1)

(Bijgewerkt 27 april 2008)
Mannen
1954/55 · 1955/56 · 1956–1988 · 1988/89 · 1989/90 · 1990/91 · 1991/92 · 1992/93 · 1993/94 · 1994/95 · 1995/96 · 1996/97 · 1997/98 · 1998/99 · 1999/00 · 2000/01 · 2001/02 · 2002/03 · 2003/04 · 2004/05 · 2005/06 · 2006/07 · 2007/08 · 2008/09 · 2009/10 · 2010/11 · 2011/12 · 2012/13 · 2013/14 · 2014/15 · 2015/16 · 2016/17 · 2017/18 · 2018/19 · 2019/20 · 2020/21 · 2021/22 · 2022/23 · 2023/24 · 2024/25 · 2025/26

Vrouwen
2021/22 · 2022/23 · 2023/24 · 2024/25 · 2025/26
Ajax ·
AZ ·
Excelsior ·
Feyenoord ·
De Graafschap ·
FC Groningen ·
sc Heerenveen ·
Heracles Almelo ·
NAC Breda ·
N.E.C. ·
PSV ·
Roda JC ·
Sparta Rotterdam ·
FC Twente ·
FC Utrecht ·
VVV-Venlo ·
Vitesse ·
Willem II